# 小驳骨

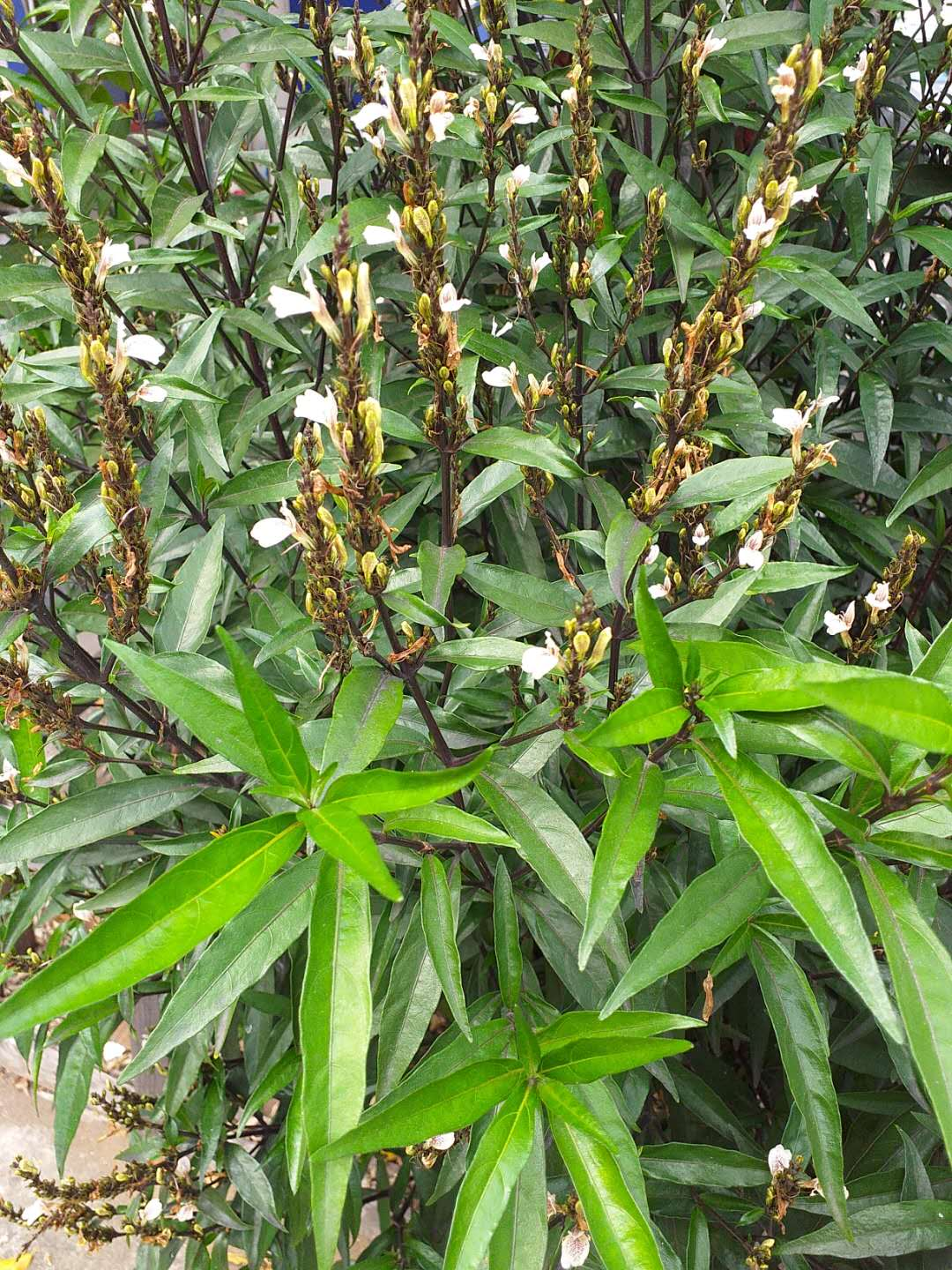
小駁骨。台中，台灣。

小驳骨（学名：Justicia gendarussa），又名秦艽、裹篱樵、细叶驳骨兰、臭黄藤、駁骨丹，是爵床科洋爵床属的植物。分布于台湾、中南半岛、马来半岛、印度、斯里兰卡以及中国大陆的广东、海南、香港、福建、广西、云南等地，生长于海拔200米至550米的地区，多生长在村旁和路边的灌丛中，目前尚未由人工引种栽培。

## 别名
接骨草（海南植物志） 尖尾风（台湾植物志）

## 駁骨丹之中醫藥用途
全株可入藥，味辛、微酸，性平，能活血散瘀、袪風除濕。